# Cryphia molybdea
Cryphia molybdea är en fjärilsart som beskrevs av Charles Boursin 1960. Cryphia molybdea ingår i släktet Cryphia och familjen nattflyn. Inga underarter finns listade i Catalogue of Life.